# (14367) Hippokrates
(14367) Hippokrates  es un asteroide perteneciente al cinturón de asteroides, descubierto el 8 de septiembre de 1988 por Freimut Börngen desde el Observatorio Karl Schwarzschild, en Alemania.

## Designación y nombre
Hippokrates se designó al principio como 1988 RY3.
Más adelante fue nombrado en honor al médico de la Grecia clásica Hipócrates (c. 460 a. C.- c. 370 a. C.).

## Características orbitales
Hippokrates orbita a una distancia media del Sol de 3,1401 ua, pudiendo acercarse hasta 2,5076 ua y alejarse hasta 3,7725 ua. Tiene una excentricidad de 0,2013 y una inclinación orbital de 1,3813° grados. Emplea en completar una órbita alrededor del Sol 2032 días.

## Características físicas
Su magnitud absoluta es 14,1. Tiene 6,294 km de diámetro. Su albedo se estima en 0,093.